# Ro4-1539
Ro4-1539（也称为furethylnorlevorphanol）是一种含氮有机化合物，化学式C22H27NO2，属于吗啡喃類阿片镇痛药，由罗氏公司（Roche）在1950年代开发。